# Parafia Najświętszego Serca Pana Jezusa w Manville
Parafia Najświętszego Serca Pana Jezusa w Manville (ang. Sacred Heart of Jesus Parish) – parafia rzymskokatolicka położona w Manville w stanie New Jersey w Stanach Zjednoczonych.
Jest ona wieloetniczną parafią w diecezji Metuchen, z mszą św. w j. polskim dla polskich imigrantów.
Ustanowiona w 1919 roku i dedykowana Najświętszemu Sercu Pana Jezusa.

## Historia
Pierwszy polskie rodziny zaczęły przyjeżdżać w 1914 roku. Przybyli oni z wschodniej Pensylwanii, znanej jako Anthracite Coal Region i z Soft Coal Region w pobliżu Pittsburgh. Wielu przybyło z miast Bayonne i Jersey City.
Mężczyźni znaleźli zatrudnienie w fabrykach Johns-Manville i Federal Creosote oraz na kolei, podczas gdy kobiety pracowały w szwalniach. Boom produkcyjny przekształcił te okolice z okręgu rolniczego na miasto przemysłowe.
Ponieważ w tym czasie nie było kościoła katolickiego w Manville, usługi duszpasterskie pełnił ks. JF Ketter, proboszcz kościoła św Józefa w Raritan. Chociaż był niemieckiego pochodzenia, ks. Ketter znali język słowiański.

Pierwszy zarejestrowany chrzest dziecka polskich imigrantów w dziejach tego kościoła miał miejsce w 1914 roku. Michael Vistuk, syn Michała i Marii Kresovaty Vistuk, urodził się i został ochrzczony 16 stycznia przez ks. Ketter. Chrzestnymi  byli Paul Rog i Helena Kowal.
W 1917 roku, sześćdziesiąt polskich rodzin pod duchową opieką ks. Vincent Rozmus, także z Raritan, zbudowało drewniany kościółek, w miejscu, w którym teraz West Camplain Road pod wezwaniem Narodzenia Najświętszej Maryi Panny. Ks. Rozmus dojeżdżał na mszę św. rowerem z Raritan. 5 grudnia 1917 r., ks. Francis A. Kasprowicz został mianowany pierwszym proboszczem parafii.
Ze względu na pewne wewnętrzne kontrowersje, grupa parafian, postanowiła zrezygnować z obecnego kościoła i szukać innego miejsca. W 1918 roku, nowo powstała Manville Fire Company, dała zezwolenie dla ks. Kasprowicza do korzystania z ich siedziby w pobliżu Lehigh Railroad, przy South Main St. w celu odprawiania mszy św. i spotkań parafialnych.

Pierwszy ślub, celebrowany przez ks. Kasprowicza, w nowej siedzibie miał miejsce 20 lipca 1918. Wojciech Góras, syn Jana i Anny Kowalczyk Góras, żona Agnieszka Pękala, córka Walentego i Lillian Slater Pękala. Świadkami byli Philip Hawrylak i AntoninaGóras.
11 marca 1919 r. sześć działek zostały nabyte za 2100 dolarów. Ks. Kasprowicza, Pan Czaplicki, pan Doman i garstka parafian przystąpiła do budowania większej sali na nowo nabytej nieruchomości. Budowa została zakończona 23 grudnia 1919 i służyła jako tymczasowy kościół. Budynek ten był później używany był jako garaż dla kapłanów i następnie rozebrany w 2000 roku.
12 marca 1919 jest oficjalną datą powstania parafii zwanej Polski rzymskokatolicki kościół Najświętszego Serca Pana Jezusa. Założycieli byli biskup Thomas J. Walsh, ks. John H. Fox, wikariusz generalny diecezji Trenton, ks. Francis A. Kasprowicz, Bronisław Czaplicki i John Doman, a 19 października 1919 r., biskup Walsh pobłogosławił kamień węgielny  nowego kościoła.
Projektantem kościoła był architekt Henryk Swartz. Wykonawcy byli William Greasheimer i George Baltromeja. 23 października 1921 r. kościół Najświętszego Serca Pana Jezusa został pobłogosławiony i poświęcony przez biskupa Walsh. Koszt budowy, który obejmował wyposażenie szkoły, wyniósł 40 000 dolarów.
W 1923 r. został zakupiony dzwon dla kościoła, z darowizny parafian, za 1300 dolarów. Nazwany został "Balbina" na cześć matki proboszcza.

## Duszpasterze
- ks. Francis Kasprowicz (1917 – 1934)
- ks. Adalbert Tomaszewski (Administrator) (1934 – 1935)
- ks. Peter Wieczorek (1935 – 1957)
- ks. Martin A. Madura (1957 – 1971)
- ks. Joseph M. Krysztofik (1971 – 1996)
- ks. Peter Suhaka (1996 – 1999)
- ks. Bogusław Augustyn, CSsR (1999 – 2009)
- ks. StanisŁaw Słaby, CSsR (2009 – )

## Nabożeństwa w j.polskim
- W tygodniu – 8:00
- Niedziela – 7:00; 11:30